# The Hill Times
 (juin 2023).
 (juin 2023).
Si vous disposez d'ouvrages ou d'articles de référence ou si vous connaissez des sites web de qualité traitant du thème abordé ici, merci de compléter l'article en donnant les références utiles à sa vérifiabilité et en les liant à la section « Notes et références ».
The Hill Times est un journal bi-hebdomadaire national canadien de langue anglaise, couvrant les actualités sur le gouvernement et la politique. Malgré son tirage modeste, il demeure très influent, particulièrement dans la capitale, Ottawa. Le journal est publié depuis 1989.
The Hill Times publiait également de 2004 à 2016 Embassy, un hebdomadaire sur la politique étrangère publiée tous les mercredis.